# Stephen Roth Institute
Das Stephen Roth Institute for the Study of Contemporary Antisemitism and Racism (Stephen Roth Institut für die Erforschung zeitgenössischen Antisemitismus und Rassismus) ist ein Forschungsinstitut der Universität Tel Aviv in Israel. Es sammelt und bietet Informationen zu Erscheinungsformen und Theorien des Antisemitismus und Rassismus. Der Schwerpunkt liegt auf der Ausnutzung dieser Phänomene im sozialen und politischen Diskurs seit dem Ende des Zweiten Weltkriegs und der Einfluss des geschichtlichen Hintergrunds.

## Geschichte und Arbeit
Das Institut wurde als Projekt zur Erforschung des Antisemitismus im Herbst 1991 gegründet. Es befindet sich in der Wiener Library Tel Aviv, sie beherbergt eine der weltweit umfassendsten Sammlungen von Dokumenten zu faschistischen Regimes und Bewegungen sowie des Antisemitismus. Das Institut ist offen für Besucher und pflegt Kooperationen mit ausländischen Universitäten.

## Aktivitäten
- Der Unterhalt einer autoritativen und im Internet frei zugänglichen Datenbank zur weltweiten Erfassung von antisemitischen Vorfällen.
- Die Organisation akademischer Konferenzen zur Vorstellung von Forschungsberichten und zur Diskussion  einzelner Themen – sowohl unabhängig als auch in Kooperation mit ausländischen Universitäten.
- Die Veröffentlichung einer jährlichen Übersicht antisemitischer Vorfälle und Tendenzen in aller Welt.
- Die Veröffentlichung von themenbezogener Detailstudien.
- Die Durchführung von entsprechenden Forschungsprojekten über interdisziplinäre Zusammenarbeit mit anderen Instituten der Universität Tel Aviv.